# Yann Genty
Yann Genty, född 26 december 1981 i Enghien-les-Bains, är en fransk handbollsmålvakt, som spelar för Saran Loiret HB och det franska landslaget.
Han debuterade i det franska landslaget 2019, 37 år gammal. Han deltog i EM 2020.
Säsongen 2020/21 vann han med Paris Saint-Germain den franska ligan och franska cupen, och tog brons i EHF Champions League. Han deltog sedan vid OS i Tokyo, sommaren 2021, och tog guldmedalj med Frankrike.

## Utmärkelser
- Riddare av Hederslegionen,  8 september 2021[4]

[Redigera Wikidata]